# Franco Di Mare
Francesco Di Mare, detto Franco (Napoli, 28 luglio 1955 – Roma, 17 maggio 2024), è stato un giornalista, conduttore televisivo e scrittore italiano.

## Biografia
Dopo la laurea in scienze politiche all'Università "Federico II" di Napoli, nel 1980 iniziò a lavorare a l'Unità come cronista di giudiziaria, mentre l'anno successivo divenne corrispondente da Napoli per l'agenzia di servizi AGA (Agenzia di Giornali Associati) e per Radiocor (Agenzia di Stampa Economica e Finanziaria). Nel 1983 diventò giornalista professionista. Nello stesso anno venne assunto dal quotidiano l'Unità con la qualifica di redattore ordinario. Nel 1985 fu trasferito a Roma presso la redazione centrale de l'Unità in qualità di inviato speciale e poi di caporedattore.
Nel 1991 entrò in Rai alla redazione esteri del TG2, dove nel 1995 assunse la qualifica di inviato speciale occupandosi della guerra dei Balcani, oltre a coprire – come inviato – le principali zone dell'Africa e dell'America centrale. Nel 2002 passò al TG1, seguendo buona parte dei conflitti degli ultimi venti anni: Bosnia, Kosovo, Somalia, Mozambico, Algeria, Albania, Etiopia, Eritrea, Ruanda, prima e seconda guerra del Golfo, Afghanistan, Timor Est, Medio Oriente e America Latina. Nel corso della sua carriera giornalistica si occupò di politica internazionale coprendo – sempre come inviato - i falliti colpi di Stato in America Latina, le campagne elettorali presidenziali di Stati Uniti, Francia, Bulgaria e Algeria. Fu autore di servizi e documentari sulla criminalità organizzata nazionale (Sicilia, Campania, Calabria e Puglia) e internazionale (Germania, Russia e Bulgaria).
Realizzò inchieste e servizi a seguito di attentati terroristici in Giappone, Russia, Kenya, Egitto, Stati Uniti e Medio Oriente, nonché reportage in aree colpite da calamità naturali come l'Honduras, il Guatemala, il Nicaragua, l'Alabama, l'India, l'Anatolia e la Louisiana. Firmò documentari e dossier geopolitici su Australia, Sudafrica, Stati Uniti, India, ex Jugoslavia, Venezuela, Algeria, Marocco e Brasile. Intervistò eminenti personalità del mondo della politica e della cultura come Tony Blair, Shimon Peres, Jacques Chirac, Yasser Arafat, Condoleezza Rice, Thabo Mbeki, Naguib Mahfouz, Amos Oz, Jorge Amado, Eli Vizer. Seguì la vicenda del crack della Parmalat come inviato alle Isole Cayman e lo scandalo di Calciopoli.
Insieme a Renzo Arbore realizzò il primo speciale sperimentale in joint-venture tra il TG1 e Rai 1 sull'uragano Katrina, da New Orleans.
Nel 2003 divenne conduttore televisivo su Rai 1, dove fu al timone di Unomattina estate, di Unomattina week end e poi dal 2004 di Unomattina. Dal 2005 al 2009 condusse Sabato & domenica, programma d'informazione e attualità leader di ascolti nella fascia mattutina - in onda su Rai 1 - nel week end dalle 6:30 alle 9:30. Dal 2005 condusse le finestre del TG1 all'interno di Unomattina, sempre su Rai 1 (tre spazi con news e approfondimenti), attività che ricoprì anche per la stagione 2010-2011. Condusse numerose serate per Rai 1, tra cui: "premio Lucchetta", "Mare Latino", "premio Internazionale Libertà", "premio Alta Qualità", "Gente d'Italia" da Miami, "Speciale premio Ischia Internazionale di Giornalismo": talk show con Cesare Romiti e altri.
Nel 2009 pubblicò il suo primo libro dal titolo Il cecchino e la bambina, un racconto di storie di violenza, d'amore, di paura e di speranza in tempo di guerra e nel 2011 – sempre con Rizzoli - il suo primo romanzo in larga parte autobiografico, Non chiedere perché, quest'ultimo candidato come finalista al Premio Bancarella e nel 2011 vincitore del Premio Roma. Non chiedere perché fu d'ispirazione per una miniserie di due puntate andata in onda su Rai 1 con protagonista Giuseppe Fiorello (nei panni del personaggio principale, Marco De Luca, alter ego dell'autore) dal nome L'angelo di Sarajevo.
Di Mare presentò, su invito dell'Ufficio di Gabinetto della Presidenza della Repubblica Italiana, numerosi eventi istituzionali al Quirinale alla presenza del capo dello Stato Giorgio Napolitano, tra cui l'iniziativa editoriale volta alla sensibilizzazione dell'educazione civica in occasione del 60º anniversario della Costituzione Italiana. Alla sua attività di giornalista e conduttore affiancò un forte impegno sociale e civile che lo portò a partecipare come testimonial allo spot televisivo per l'organizzazione umanitaria Smile Train e a realizzare uno spettacolo teatrale, Amira, dove raccontò le sue esperienze di inviato in aree di crisi con l'intento di sensibilizzare l'opinione pubblica sugli orrori della guerra.
Nel 2011 ricevette il "premio letterario La Tore isola d'Elba", assegnato in passato a personalità come Camilleri, Vitali e Cazzullo, e ne divenne poi membro del Comitato scientifico e d'onore. 
Il 2 aprile 2015 uscì il suo romanzo Il caffè dei miracoli, edito ancora da Rizzoli, vincitore del premio Città di Como.
Dal luglio 2016 condusse in seconda serata ogni venerdì Frontiere, sempre su Rai 1. Il 28 giugno 2017, con l'uscita dei palinsesti Rai per la stagione 2017-2018, venne ufficializzata la sua conduzione al programma Unomattina al fianco di Benedetta Rinaldi. 
Il 20 luglio 2019 diventò nuovo vicedirettore di Rai 1, con delega ad approfondimenti e inchieste. Dal 14 gennaio 2020 fu direttore generale dei programmi del giorno della Rai. Il 15 maggio 2020 assunse la direzione di Rai 3. Il 19 giugno, a 40 anni dalla strage di Ustica, condusse su Rai 3 lo speciale Volo Itavia 870.
In pensione dal 2021, continuò a condurre il programma Frontiere, su Rai 3, fino a maggio 2023. Il 28 aprile 2024, ospite a Che tempo che fa, rivelò di essere affetto da un mesotelioma inguaribile, oltreché di averlo sviluppato a causa delle particelle di amianto respirate negli anni in cui fu inviato di guerra nei Balcani. Morì il 17 maggio seguente a Roma, all'età di 68 anni. Dopo tre giorni si svolsero i funerali nella basilica di Santa Maria in Montesanto in piazza del Popolo a Roma, e per sua volontà fu cremato.

## Vita privata
Fu sposato con Alessandra Cannone per molti anni. Insieme crebbero la figlia Stella, nata in Bosnia e adottata quando aveva 10 mesi di vita, nel periodo in cui il giornalista fu a Sarajevo lavorando come inviato durante la guerra in Jugoslavia. Nel 2012 la coppia divorziò e cinque anni dopo, nel 2017, Di Mare iniziò una relazione con Giulia Berdini, conosciuta nella sede Rai di Saxa Rubra, responsabile all'epoca del catering del bar interno. Sposò Giulia due giorni prima della sua morte.
Era di fede cattolica.

## Inchieste giudiziarie
- Nel giugno 2008 Di Mare prese parte a una festa celebrativa per i cinquant'anni dell'azienda Fater; circa la sponsorizzazione, dichiarò in seguito di essere stato una vittima inconsapevole. A suo carico – e a carico del sodale nella sponsorizzazione, Attilio Romita – fu emessa una sanzione dall'Ordine dei giornalisti del Lazio.[17] La sanzione a carico del giornalista fu poi annullata il 22 giugno 2012 con una deliberazione dell'Ordine dei giornalisti nazionale, in quanto il fatto non sussisteva.

## Televisione
- TG2 (Rai 2, 1991-2001)
- TG1 (Rai 1, 2001-2003)
- Unomattina estate (Rai 1, 2003-2004)
- I nostri angeli (Rai 1, 2004-2005, 2007, 2013)
- Telethon (Rai 1, 2004-2011)
- Unomattina (Rai 1, 2004-2005, 2011-2013, 2014-2019)
- Sabato & domenica (Rai 1, 2005-2009)
- Latina – Moda e Spettacolo (Rai 1, 2006)
- Premio Ischia internazionale di giornalismo (Rai 1, 2009-2011, 2019)
- Premio Cimitile (Tv locali, 2009)
- Unomattina Weekend (Rai 1, 2010-2011)
- Unomattina Rosa (Rai 1, 2012-2013)
- Unomattina Verde (Rai 1, 2013)
- La vita in diretta (Rai 1, 2013-2014)
- Techetechete' (Rai 1, 2015) puntata 20
- Premio Biagio Agnes (Rai 1, 2015)
- Frontiere (Rai 1, 2016-2017, 2019-2020; Rai 3, 2020-2023)
- Cernobbio 2019 (Rai 1, 2019)
- Volo Itavia 870 (Rai 3, 2020)
- La TV ai tempi della pandemia (Rai 1, 2020)
- Una sera d'agosto (Rai 3, 2020)

## Libri
- Il cecchino e la bambina. Emozioni e ricordi di un inviato di guerra, Rizzoli, 2009.
- Non chiedere perché, Rizzoli, 2011.
- Casimiro Roléx, Cairo Editore, 2012.
- Il paradiso dei diavoli, Rizzoli, 2012.
- Il caffè dei miracoli, Rizzoli, 2015.
- Il teorema del babà, Rizzoli, 2017.
- Barnaba il mago, Rizzoli, 2018.
- Sarò Franco. Manuale di sopravvivenza civile tra disincanto e speranza, Rai Libri, 2019.
- Le parole per dirlo. La guerra fuori e dentro di noi, SEM, 2024.

## Riconoscimenti
Tra i premi ricevuti per "l'intensa e qualificata attività professionale" ricevette due Oscar della Televisione, il premio "Giornalista dell'anno", il premio "Cimitile", il premio "Maria Grazia Cutuli", il premio "Ilaria Alpi", il premio Internazionale "Eserciti e Popoli", il premio "Personalità europea dell'anno", il premio "Città di Fiumicino", il premio "A prescindere", il Premio giornalistico "Città di Salerno", il premio "Margutta" e nel 2011 il Premio Letterario "La Tore isola d'Elba" a Marciana Marina. 
Dal 2011 fu membro del Consiglio Direttivo dell'Unicef. Ricevette il Premio Simpatia 2013. Il 22 dicembre 2016 nel programma Unomattina condotto da Francesca Fialdini e Franco Di Mare in occasione del trentesimo anniversario del programma, intervenne in diretta papa Francesco facendo gli auguri ai telespettatori e complimentandosi con i conduttori e tutto lo staff. Nel 2020 ricevette anche il premio Crescenzio Sepe.